# Story of the Year
Story of the Year – amerykańska grupa muzyczna założona w Saint Louis w Missouri w 1995. Pierwotnie nazywała się Big Blue Monkey, lecz w 2001 roku zmieniła nazwę na obecną.
Ich utwór And the Hero Will Drown pojawił się w grze Need for Speed Underground. Utwór pt. "Just Close Your Eyes" towarzyszy kanadyjskiemu wrestlerowi Christianowi podczas wchodzenia na ring.

## Muzycy

### Obecny skład zespołu
- Dan Marsala - śpiew
- Ryan Phillips - gitara elektryczna
- Adam Russell - gitara basowa
- Josh Wills - perkusja

### Byli członkowie zespołu
- Greg Haupt - gitara elektryczna
- Philip Sneed - gitara elektryczna, śpiew

## Dyskografia

### Albumy
- Page Avenue (2003)
- In the Wake of Determination (2005)
- The Black Swan (2008)
- The Constant (2010)

### Albumy koncertowe
- Live in the Lou/Bassassins (2005)
- Our Time Is Now (2008)

### Single
| Rok  | Tytuł                     | Pozycja na listach | Pozycja na listach | Pozycja na listach     | Pozycja na listach | Album                        |
| Rok  | Tytuł                     | Billboard Hot 100  | Modern Rock Tracks | Mainstream Rock Tracks | UK Singles         | Album                        |
| 2004 | "Until The Day I Die"     | -                  | #12                | -                      | #62                | Page Avenue                  |
| 2004 | "Sidewalks"               | -                  | #40                | -                      | -                  | Page Avenue                  |
| 2004 | "Anthem Of Our Dying Day" | -                  | #10                | -                      | -                  | Page Avenue                  |
| 2005 | "We Don't Care Anymore"   | -                  | #28                | #38                    | -                  | In the Wake of Determination |
| 2006 | "Take Me Back"            | -                  | -                  | -                      | -                  | In the Wake of Determination |
| 2008 | "Wake Up"                 | -                  | -                  | -                      | -                  | The Black Swan               |